# Полупелагианство

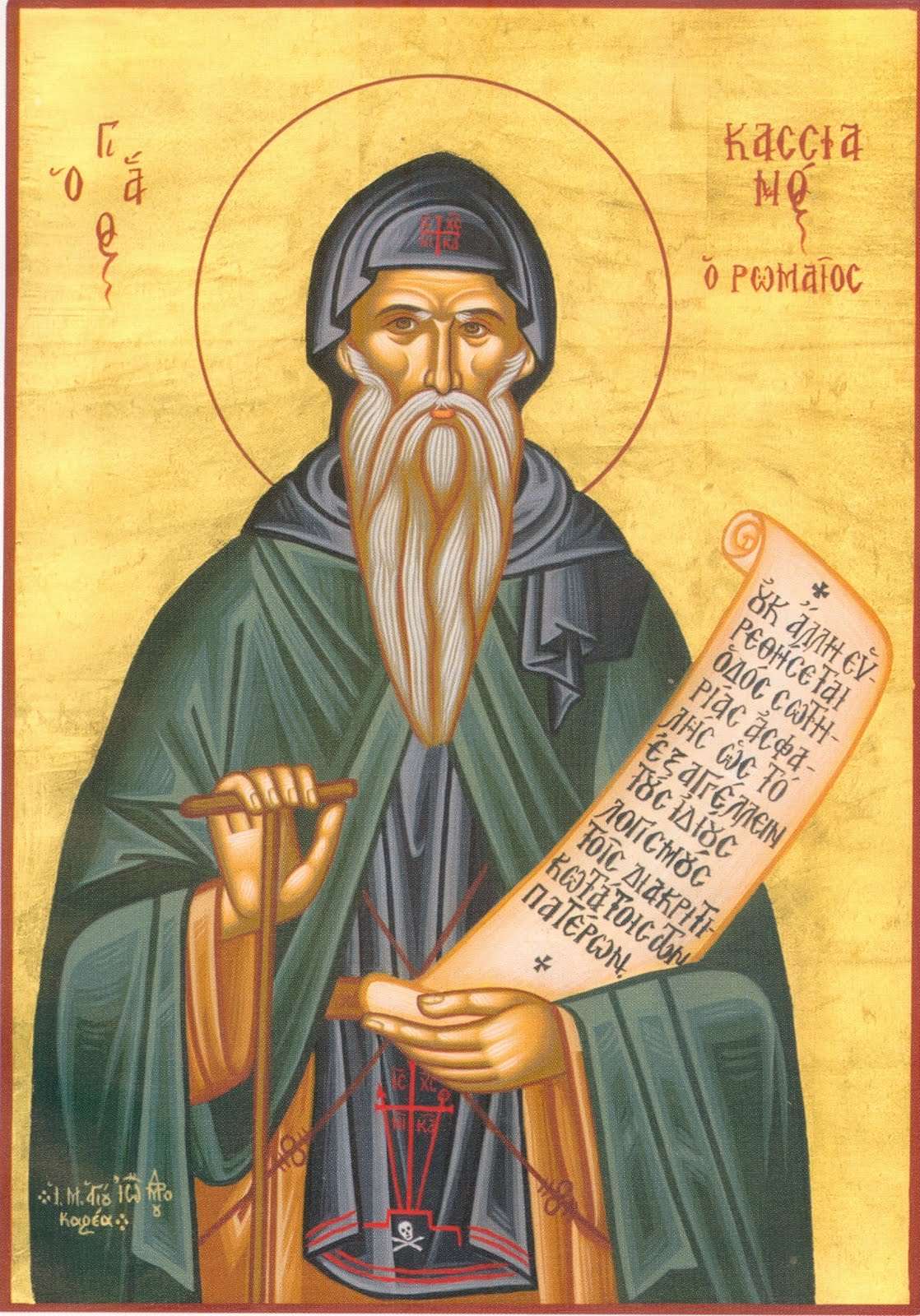
Иоанн Кассиан

Полупелагиа́нство (лат. Semipelagianismus) — учение преподобного Иоанна Кассиана Римлянина, выражающееся в промежуточной, «надспорной» позиции в полемике еретика Пелагия и блаженного Августина относительно взаимодействия свободы воли человека и божественной благодати. 
Сам термин появился во 2-й половине XVI века, в период возобновившихся дебатов о благодати и предопределении.

## Основа
Для защиты ортодоксального учения о соотношении Бога и свободы воли человека в V веке на юге Франции зародилось движение, направленное против пелагианства и крайностей учения блаженного Августина Иппонского. Его возглавил преподобный Иоанн Кассиан Римлянин. Учение преподобного Иоанна, не понятое ни пелагианами, ни сторонниками Августина, стало предметом нападок как с той, так и с другой стороны. Последователь Августина Проспер (впоследствии епископ Аквитанский) подверг это учение (особенно 13-е Собеседование преподобного Иоанна) резкой критике. Выступил против него, хотя и в благожелательной форме, и блаженный Августин. 
Но духовный авторитет преподобного Иоанна был настолько значителен, что эта критика в то время не возымела желаемого действия. На защиту преподобного Иоанна встали преподобный Викентий Леринский, епископ Фауст Регийский и Геннадий Массилийский. Истинность учения преподобного Иоанна была засвидетельствована на Арелатском Соборе между 470 и 475 г., участники которого одновременно одобрили трактат епископа Фауста «О благодати Божией и свободе воли человека». 
Однако через столетие после смерти преподобного Иоанна в Западной Церкви возобладала позиция сторонников учения блаженного Августина. Она была выражена на Аравсионском Соборе 529 г., каждое из решений которого подтверждается высказываниями блаженного Августина. Собор отступил от принципа синергизма, которого придерживался в вопросе Бога и свободы воли преподобный Иоанн и его последователи. Решения Собора по этому вопросу были одобрены папой Бонифацием II и с тех пор стали выражением официальной позиции Западной Церкви, о чём свидетельствуют акты Тридентского Собора (1545−1563), в которых цитируются решения Аравсионского Собора 529 года. 
Во 2-й половине XVI века, в период возобновившихся дебатов о Боге и предопределении, появился термин «полупелагианство», с тех пор закрепленный за учением преподобного Иоанна Кассиана и его сторонников.